# Transformers (film)
Transformers is een Amerikaanse actie-/sciencefictionfilm uit 2007 die gebaseerd is op de televisieserie en speelgoedlijn Transformers, die voornamelijk populair was in de jaren 80 van de 20ste eeuw. Centraal in Transformers staan robots, die de wereld aanvallen of beschermen.
De regie is in handen van actiespektakel-regisseur Michael Bay, de man achter Bad Boys en The Rock. Uitvoerend producent is Steven Spielberg. De hoofdrollen worden gespeeld door Shia LaBeouf en Megan Fox. Bay wist de kosten voor de film onder de 150 miljoen dollar te houden door steun van General Motors en het Amerikaanse leger, een verrassend laag kostentotaal voor een film met een grote hoeveelheid CGI.
Op 5 oktober 2006 werden de laatste scènes opgenomen. Eind december van dat jaar was de eerste voorlopige versie van de film af. De film ging wereldwijd in juli 2007 in première; in Singapore was de film al op 28 juni te zien.

## Verhaal
In 2003 werd de Beagle 2 Mars Rover gelanceerd. Later werd ons verteld dat de shuttle was gecrasht. De laatste beelden die de Beagle naar aarde stuurde werd topgeheim. Het was de enige waarschuwing die we ooit zouden krijgen.

Met deze woorden kondigt de korte trailer de film aan. In 2003 crashte de Beagle 2 Mars Rover, tenminste, dat werd aan de wereld verteld. In werkelijkheid waren het de laatste beelden die deze beslissing tot stand deed komen. De Beagle was veilig aangekomen op de onbekende planeet waar het naartoe was gestuurd. De shuttle ontwikkelt zichzelf en gaat op verkenning uit. Enkele seconden later verschijnt er een grote schaduw achter de Beagle, waarna het beeld zwart wordt.
Een aantal jaren later, in 2006, wordt Sam Witwicky door zijn vader meegenomen naar de stad. Z'n vader kondigt aan dat Sam zijn eigen auto krijgt. Hoewel Sam aanvankelijk denkt een Porsche te krijgen, neemt z'n vader hem mee naar de schroothoop, waar nog enkele bruikbare auto's staan. Sam neemt plaats in een gele auto en merkt op dat er een vreemd tekentje op het stuur staat afgebeeld. Hij besteedt er verder geen aandacht aan en krijgt de auto. Diezelfde nacht wordt hij wakker van een reutelend geluid. Als hij uit het raam kijkt ziet hij z'n auto wegrijden. In de veronderstelling dat z'n auto wordt gestolen, besluit hij de dief op te zoeken.
In die week gebeuren er ook vreemde dingen op en rond de aarde. Onherkenbare meteorieten komen richting onze planeet en crashen op de aarde. Op hetzelfde moment dat Sam z'n auto terugvindt is hij getuige van een merkwaardige transformatie. Zijn kleine auto bouwt zichzelf om tot een reusachtige robot met eigen wil, genaamd Bumblebee. Al snel blijkt dat in de vreemde meterorieten meer van dit soort robots zitten, die eveneens de gedaante van auto's en andere voertuigen hebben aangenomen. Deze robots horen bij Bumblebee en staan onder leiding van Optimus Prime.
Optimus zoekt Sam en Mikaela, Sams geheime liefde, op en vertelt hem wat er gaande is; vele jaren terug werd hun planeet, Cybertron, vernietigd in een oorlog tussen de Autobots, waar Optimus en zijn groep toe behoren, en de Decepticons, geleid door Megatron. Megatron had het voorzien op De Kubus; een machig voorwerp met daarin de zogenaamde Allspark, die alle technische apparaten in robotten kan veranderen. Na de vernietiging van Cybertron hebben de autobots geprobeerd elders een onderkomen te vinden. Megatron kwam na de vernietiging op aarde terecht, en werd ingevroren op de noordpool. Sams grootvader, Archibald Witwicky, was getuige van Megatron in bevroren toestand. De Kubus is nooit gevonden, maar de locatie staat gegraveerd in de bril van Archibald, die in het bezit van Sam is.

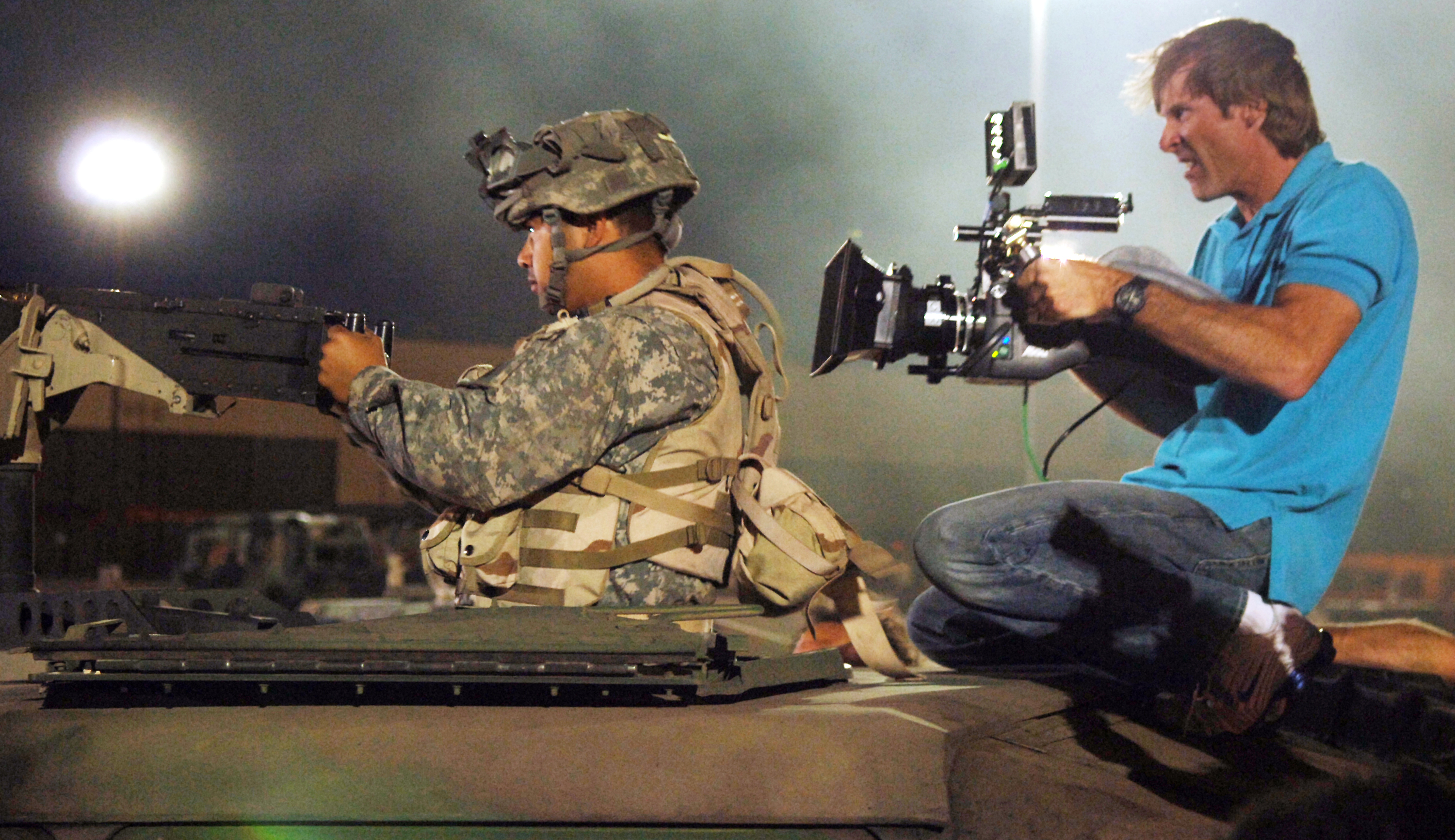
Michael Bay filmt op een Amerikaanse luchtmachtbasis wat scènes voor deze film.

Sam beseft dat de decepticons ook op aarde zijn, en het op hem hebben voorzien om de bril te krijgen. Sam, Mikaela en de Autobots gaan op zoek naar de locatie van de Kubus. Ondertussen heeft het leger reeds een aantal aanvaringen met de Decepticons. De president laat hierop een speciaal team samenstellen. Dit team komt de autobots op het spoor. De autobots worden naar een militaire basis in de Hoover Dam gebracht. Daar staat Megatron, nog altijd ingevroren, en de kubus. Het blijkt dat het leger Megatron al jaren via reverse engineering gebruikt om nieuwe wapens en technologie te verkrijgen. Op het moment dat Bumblebee de Kubus in handen krijgt, vallen de Decepticons de basis aan. Door kortsluiting blokkeren de vriesstralen die voor Megatron bedoeld waren en de kwaadaardige robot ontdooit.
Een gevecht tussen de Autobots en Decepticons begint en al snel is duidelijk dat de Autobots zwaar in de minderheid zijn. Met hulp van het leger, onder leiding van Captain Lennox, proberen ze het gevecht alsnog te winnen. De Kubus wordt overgedragen aan Sam en terwijl de Autobots tegen de Decepticons vechten en tegelijk ook Sam proberen te beschermen, blijven uiteindelijk alleen nog Megatron en Optimus over. Ze gaan het gevecht aan en Optimus lijkt het onderspit te delven. Sam haalt de Kubus tevoorschijn en stopt het in het center van Megatron. Er ontstaat kortsluiting en Megatron is verslagen.
De "lichamen" van de Decepticons worden naar het diepste punt van de aarde gebracht, een plek diep onder de oceaan waar enorme lage temperaturen zijn gemeten. Door de kou, diepte en de enorme druk zullen de overblijfselen van de robots binnen enkele tijd compleet worden vernietigd. De Autobots blijven op aarde, grotendeels in hun onomgebouwde vorm. Terwijl Sam eindelijk samen is met Mikaela, zendt Optimus een bericht uit naar de ruimte, om andere Autobots, die zich nog tussen de sterren verbergen, terug te laten keren naar hun nieuwe thuis op aarde. In de hoop dat zijn broeders en zusters op een dag naar de aarde zullen komen.
Terwijl Optimus naar de hemel tuurt verlaat Starscream, enkele kilometers hoger, het aardse luchtruim en transformeert in zijn originele vorm om zich klaar te maken voor een lange ruimtereis terug naar zijn mede-Decepticons.

## Rolverdeling
| Acteur              | Personage                   | Opmerkingen                            |
| ------------------- | --------------------------- | -------------------------------------- |
| Shia LaBeouf        | Sam Witwicky                |                                        |
| Megan Fox           | Mikaela                     |                                        |
| Peter Cullen (stem) | Optimus Prime               | Leider van de robotgroep "Autobots"    |
| Mark Ryan (stem)    | Bumblebee                   | Beste vriend/auto van Sam "Autobots"   |
| Hugo Weaving (stem) | Megatron                    | Leider van de robotgroep "Decepticons" |
| Josh Duhamel        | Lennox                      |                                        |
| Tyrese Gibson       | Epps                        |                                        |
| Zack Ward           | Donnelly                    |                                        |
| John Turturro       | Simmons                     |                                        |
| Keith David (stem)  | Barricade                   | Robot van de robotgroep "Decepticons"  |
| Jon Voight          | Secretaris van State Keller |                                        |
| Kevin Dunn          | Mr. Witwicky                |                                        |
| Julie White         | Mrs. Witwicky               |                                        |
| Rachael Taylor      | Maggie                      |                                        |
| Bernie Mac          | Bobby Bolivia               |                                        |
| Travis Van Winkle   | Trent                       |                                        |
| Anthony Anderson    | Glenn Ross Dygert           |                                        |

## Achtergrond

### Ontwikkeling
Producer Don Murphy wilde oorspronkelijk een film maken over de G.I. Joe-franchise, maar toen in maart 2003 de Verenigde Staten Irak binnenvielen vond hij dit ongepast. Hasbro overtuigde hem om daarom hun speelgoedserie van de Transformers als basis te nemen. Tom DeSanto sloot zich voor het project bij Murphy aan daar hij een fan was van de serie. Ook stripboektekenaar Simon Furman werkte mee aan de productie. De drie mannen namen vooral de originele animatieserie en de speelgoedserie uit generation 1 als basis.
DeSanto wilde de film vertellen vanuit een menselijk perspectief, maar Murphy wilde er liever een realistische toon aan geven en er een soort rampenfilm van maken.
Steven Spielberg, eveneens een fan van de Transformers-strips en speelgoedset, tekende in 2004 voor het project als uitvoerend producent. Scenarist John Rogers schreef het eerste scenario. Roberto Orci en Alex Kurtzman werden in februari 2005 ingehuurd om dit eerste scenario te bewerken. Spielberg wilde de relatie tussen een tiener en zijn auto centraal zetten in de film. Dit sprak Orci en Kurtzman wel aan. In hun eerste scenario waren Sam en Mikaela de enige mensen vanuit wiens perspectief de film werd verteld. Ook hadden de Transformers in dit eerste scenario nog geen dialoog, maar hier werd later van afgezien omdat in de series de robots ook spreken.
Michael Bay werd op 30 juli 2005 door Spielberg benaderd voor de regie. Hij zag de film aanvankelijk als een “speelgoedfilm”, maar stemde toch toe omdat hij met Spielberg samen wilde werken. Tijdens het regiewerk kreeg hij wel meer respect voor de franchise. Bay vond het scenario wel de kinderachtig, dus gaf hij de militairen een grotere rol. Voor de soldaten werd G.I. Joe als referentie gebruikt.
Orci en Kurtzman experimenteerden met meerdere robots uit de franchise om te bepalen welke geschikt waren. De meeste Decepticons werden al gekozen voordat hun namen of rollen volop waren ontwikkeld in het scenario, daar Hasbro op tijd wilde beginnen met het ontwerpen van het speelgoed. Optimus, Megatron, Bumblebee en Starscream zijn de enige personages die al vanaf het begin in het scenario stonden.

### Opnamen
Om geld te besparen voor de productie, deed Michael Bay afstand van 30% van zijn loon. Hij plande voor de opnamen 38 dagen. Hij koos er verder voor de film in de Verenigde Staten op te nemen in plaats van Australië of Canada, omdat hij dan kon werken met een crew waar hij reeds ervaring mee had. Vooropnamen vonden plaats op 19 april 2006. De officiële opnamen gingen van start op 22 april in de Holloman Air Force Base. Deze deed dienst als décor voor Qatar. Verder werden er opnamen gemaakt bij de Hoover Dam en het Pentagon. Het was voor het eerst sinds de Terroristische aanslagen van 11 september 2001 dat een filmploeg weer werd toegelaten op deze locaties. De buitenopnamen bij Hoover Dam moesten plaatsvinden voordat om tien uur ’s ochtends de dagelijkse busladingen toeristen zouden komen. De productie in Californië vond plaats op de Hughes Aircraft in Playa Vista. Het gevecht tussen Optimus en Megatron werd gefilmd in Los Angeles over een periode van zes weekenden.
De effecten voor de Transformers werden grotendeels verzorgd door Industrial Light & Magic, en verder door Digital Domain. Veel van de mensen die aan de effecten werkten waren fans van de Transformers, en kregen veel vrijheden om te experimenteren met de personages. Het digitaal tekenen van de Transformers kostte veel tijd, vooral omdat iedere beweging van de personages al gauw uit 17 beelden bestond.

### Muziek
Componist Steve Jablonsky, die eerder samenwerkte met Bay aan The Island, componeerde de muziek voor de film. Opnamen van de muziek vonden plaats in april 2007 in de Sony Scoring Stage in Culver City. De Autobots hebben drie eigen muziekstukken, waaronder een genaamd "Optimus". Ook de All Spark heeft zijn eigen muziek.

### Uitgave en ontvangst
Transformers beleefde zijn wereldpremière in de N Seoul Tower op 11 juni 2007. De film werd aangeprezen met onder andere trailers en een speelgoedserie van Hasbro.
Transformers-fans waren verdeeld over de film, vooral vanwege de radicale veranderingen in het uiterlijk van veel van de personages. Ook vonden ze dat de film te veel focuste op de menselijke verhaallijnen en dat de Decepticons een te kleine rol hadden. De film versterkte echter wel de bekendheid van het Transformers-franchise, en trok een grote groep nieuwe fans aan.
Reacties van critici waren echt gesplitst. Op Rotten Tomatoes scoort de film maar 57%. Qua opbrengst was de film wel een succes. Transformers was de best verkochte niet-sequel film van 2007, en de op een na meest succesvolle film van Michael Bay. De wereldwijde opbrengst bedroeg $709.7 miljoen.

### Vervolg
Al tijdens de opnamen van deze film werd er gesproken over een vervolg. Nadat de eerste film een groot succes bleek te zijn, wilde men een tweede deel maken. Het wachten was op Michael Bay, die eerst alles wilde afwachten, en Dreamwork Pictures om het groene licht te geven. Eind 2007 gebeurde dit en er werd aan een scenario begonnen. De opnamen begonnen later, in mei 2008, omdat het scenario niet op tijd klaar was door een schrijversstaking. In 2009 kwam Transformers: Revenge of the Fallen uit. Michael Bay vertelde in een interview dat er in 2012 een derde deel zou uitkomen.

### Notities
- De slogan van de film, "Their war. Our world." ("Hun oorlog. Onze wereld.") lijkt op de slogan van de film Alien vs Predator.
- Sommige beelden van de shuttle die opstijgt in de teasertrailer van Transformers werden ook gebruikt voor de film Apollo 13.
- Het kostte de computer 38 uur per beeldje (Frame) om de computeranimatie op te bouwen.
- Peter Cullen is ook de stem van Optimus Prime in de originele tekenfilms.
- In de film wordt de Decepticon robot Brawl foutief Devastator genoemd.

## Prijzen en nominaties
In totaal werd Transformers voor 43 prijzen genomineerd, waarvan hij er 12 won.
- De film werd in 2008 genomineerd voor 3 Oscars:
  - Beste geluid
  - Beste geluidseffecten
  - Beste visuele effecten

Onder de gewonnen prijzen bevinden zich:
- De MTV Movie Award voor “Beste zomerfilm die je nog niet hebt gezien".
- De Saturn Award voor beste special effects
- De BMI Film Music Award
- Een California on Location Award
- Een Hollywood Film Award
- Een Sierra Award voor beste visuele effecten
- Een MTV Movie Award voor beste film
- De Teen Choice Award voor Choice Movie: Breakout Male (Shia LaBeouf)
- 4 VES Awards

Tevens werd de film in 2007 genomineerd voor 8 Teen Choice Awards:
- - Choice Movie Actor: Action Adventure (Shia LaBeouf)
  - Choice Movie Actress: Action Adventure (Megan Fox)
  - Choice Movie: Action Adventure
  - Choice Movie: Breakout Female (Megan Fox)
  - Choice Movie: Chemistry
  - Choice Movie: Liplock
  - Choice Movie: Rumble
  - Choice Movie: Villain